# Штрајк у ткаоници ћилима
Штрајк у ткаоници ћилима је југословенски ТВ филм, по сценарију Мирослава Алексића, Бојане Андрић и Небојше Комадине. Филм је снимљен 1986. године у продукцији РТВ Сарајево, а по жанру је драма.

## Кратак садржај
Радња филма се на простору Босне и Херцеговине, на почетку 20. века. Жене запослене у фарбици ћилима крећу у масовни штрајк, захтевајући повећање плата. Након тога заврашавају у затвору. 

## Улоге
| Глумац                | Улога |
| --------------------- | ----- |
| Руди Алвађ            |       |
| Хасија Борић          |       |
| Богдан Диклић         |       |
| Нада Ђуревска         |       |
| Ирина Добник          |       |
| Предраг Ејдус         |       |
| Ајна Печенко          | Унука |
| Драгомир Пешић        |       |
| Саво Радовић          |       |
| Богданка Савић        |       |
| Дара Стојиљковић      |       |
| Данило Бата Стојковић |       |
| Љуба Тадић            |       |
| Љубивоје Тадић        |       |
| Милијана Зиројевић    |       |
| Милош Жутић           |       |